# Closed Loop Marketing
Closed Loop Marketing (Marketing en Circuito Cerrado) o CLM se refiere al proceso e interacción de mensajes en forma bidireccional con los clientes. Los mensajes de marketing y diversos materiales son presentados al cliente según preferencias previamente obtenidas, o bien pueden también ser accedidos a través de un modelo de autoservicio. Basado en datos obtenidos durante la interacción, un ciclo de mejora continua entra en vigor. Por ejemplo, un mayor conocimiento sobre los clientes y sus preferencias permite afinar y mejorar el mensaje o el contenido a ser presentado las interacciones futuras.

## Descripción
[Closed Loop Marketing] (CLM) no se trata de dispositivos. Sino que se trata de la construcción de relaciones a partir de datos obtenidos a través de las interacciones con clientes en diversos canales de comunicación, logrando así apoyar el perfeccionamiento continuo de las relaciones con los mismos. La selección del canal y/o el dispositivo para llegar a ese canal debe ser impulsada por las preferencias del cliente y/o su receptividad. Un beneficio secundario del Marketing en Circuito Cerrado es que provee de una base de datos de clientes mejorada, incluyendo una segmentación refinada, así como los atributos de comportamiento.
Closed Loop Marketing puede funcionar en diferentes niveles de sofisticación. Lo ideal sería que una base de datos de clientes (CRM, SFA), esté vinculada a una plataforma de gestión de contenidos, permitiendo que el contenido más relevante para un cliente pueda accederse por tipo o segmento del mismo. Como el conocimiento acerca de los clientes aumenta a través de las diversas interacciones, se vuelve cada vez más relevante la capacidad de adaptarlo a diversos canales, contenidos, mensajes, u otras preferencias.
Un centro de información centralizado puede almacenar datos, incluyendo el contenido que se presentó, la duración, frecuencia, a que clientes, comentarios de clientes y expositor, respuestas a encuestas, datos referentes a secuencias de clics, e idealmente también contiene datos adicionales conjuntos tales como ventas, participación de mercado, crecimiento de ventas. Posteriores análisis podrán comparar conjuntos de datos de causa y efecto a fin de recomendar las correcciones para el siguiente paso.
Las interacciones con los clientes que pueden beneficiarse de Closed Loop Marketing pueden incluir uno o más canales, tales como visita cara a cara, visita a distancia, promoción electrónica, sitios web, bibliotecas de contenido libre servicio, centros de llamadas, y pedidos en línea por internet.
Algunos de los dispositivos móviles que pueden ser utilizados frente al cliente son: iPad, Equipos basados en el sistema operativo Android, tablet PC (Windows), ordenador portátil, iPhone, PDA y Smart phones.
Hasta que los conocimientos adquiridos durante una interacción con el cliente se utilizan con el fin de mejorar la interacción posterior y hacer un cambio en las ventas o el enfoque del marketing, se cierra el círculo. El concepto de Continuous Loop Marketing, a diferencia de Closed Loop Marketing, se refiere a las mejoras que ocurren de manera continua, en lugar de una sola vez. Multichannel Marketing (Marketing en Múltiples Canales) se refiere a Closed Loop Marketing ejecutado a través de múltiples canales interconectados.